# Еротска књижевност
Еротска књижевност или љубавна књижевност представља књижевни жанр намењен томе да узбуди читаоца или да му пружи упутства око сексуалних техника. Већина дела из класичне љубавне књижевности је величине новеле, али постоје и кратке љубавне приче, као и песме које се сврставају у љубавне.

## Приказ развоја еротске књижевности кроз историју
Сексуални приручници као што су Кама сутра су најпознатија дела еротске књижевности. Књига Ананга Ранга је мање позната, намењена је првенствено спречавању развода измењу мужа и жене. Ова дела уједно представљају традиционална љубавна дела индијске санскрт књижевности.
Књига Хиљаду и једна ноћ збир је новела у којима персијанском краљу Шахријару његова краљица Шехерезада приповеда приче прекидајући их на најзанимљивијем делу како би одбила његову намеру да је убије. У новелама између комичног и авантурског има и љубавног садржаја.
Старогрчка песникиња Сапфа са острва Лезбос позната је по својим химнама, епиталима и љубавним песмама. У свом стваралаштву окружила се групом девојака, што је подстакло много прича (појам лезбијство дугује свој назив острва на којем је деловала ова старогрчка песникиња). Тематика њених песама уско је повезана с интимним кругом ученица.
У овом раздобљу, љубавном песништву допринео је и Алкеј, представник монодијске лирике, у чијим песмама се огледа повезаност с народним мотивима, а у некима разоткрива своју љубав према песникињи Сапфи.
Као представник неоетерика римски песник Гај Валерије Катул имао је значајну улогу у преношењу хеленистичке поезије у Рим. Садржај његових песама се крећу од најискренијих љубавних стихова римског песништва до духовитих и понекад вулгарних напада на литерарне противнике и ривале у љубави. У уобичајена дела из хеленистичко-римског периода увршатава се Сатирикон од аутора Публија Петронија Нигара (дело је касније екранизовао Федерико Фелини). Сатирикон представља мешавину прозе и песама у којем аутор приказује незгоде Енклопијуса и његовог шеснаестогодишњег љубавника Гитона. Енклопијусу је тешко очувати верност његовог младог и згодног љубавника, а којег други непрестано заводе.
Из средњовековног периода најпознатије је дело Декамерон које је од 1348. до 1353. године писао Ђовани Бокачо (по овом делу је Пазолини снимио филм). То ремек-дело светске књижевности, састоји се од стотину новела које су у року од 10 дана исприповедала седам жена и тројица младића. То су љубавне приче које својим садржајем варирају од еротских до оних трагичних па и комичних. Ова књига била је забрањивана у многим државама. Па чак и пет века након њеног издавања примерци ове књиге били су плењени и уништавани од органа власти (забележени су такви случајеви у САД као и у Великој Британији).
Декамерон је подстакао даљи развој еротске књижевности и постао је основица за слична дела убудуће, пример је књига Хептамерон којег је написала Маргарита од Наваре, а први пут је објављена 1558. године.
Приручници о проституткама и њиховим услугама историјски су такође били корисни као писмени облик полне едукације. Пример таквог приручника је Харисов списак дама за самопослуживање (Harris's List of Covent Garden Ladies) (1757–1795). Појавом новела у Енглеској у 18. веку осигурало је нови медији за еротику. Једна од најпознатијих новела била је Смешно брдо (Funny Hill) од Џона Клиленда. Ова књига је поставила нова мерила у шкакљивим приповеткама и била је често приказивана на филмским платнима 20. века.
У 18. веку били су веома распрострањени еротски мемоари италијанског авантуристе Казанове.
Француски писци су такође писали еротска дела. Један од примера је Подигнуте завесе или Лаурин одгој, чији је аутор Оноре Габријел де Мирабо који приказује полну иницијацију девојке од стране њеног оца.
Крајем 18. века Маркиз де Сад сковао је појам садо-мазохизам у делима као што су Џастин (Justine) или Несрећа крепости (Misfortunes of Virtue). Дела Маркиза де Сада имала су велики утицај на каснији развој љубавне књижевности и он је "позајмљивао" своје име полним радњама које је описивао у својим прозним делима.
У викторијанском периоду квалитет љубавних романа био је драстично испод квалитета из ранијег века - писали су "најамници". Неке садржаје позајмљивали су од признатих књижевних узора као што је Дикенс, а такође су приказивали облике необичне друштвене слојевитости. Чак и у агонији оргазма, друштвена разлика између господара и слуге (укључујући и форму изражавања) била је до у ситних детаља приказивана. Битни елементи садо-мазохизма били су присутни у неким примерима. Оваква дела најчешће су била анонимна и без наслова.
Новела Венера у крзну из 1870. године од Аустријанца Леополда фон Захер-Мазоха привукла је светску пажњу на појаву мазохизма, чије понашање дугује свој назив аутору који се одважио о томе да пише.
Крајем 19. века почиње да се примењује назив "културни" облик еротике и то код таквих уметника као што је песник Алжернон Чарлс Свинбурн. Појава тог појма била је повезивана са декаденцијом, а посебно за Ан Декло и њеним делом Жута књига (Yellow Book), те је наставио да се шири Француском, међу таквим писцима као што је Пјер Луј, аутор дела Chanson de Bilitis којим се слави лезбијство и полно освешћење.
Еротска белетристика 20. века обухвата класике као што су:
- Trois Filles de Leur Mére (1926) – од Пјера Луја;
- Venerina delta (1978) – од Анаис Нин;
- Прича о О (1954) – од Ан Декло, писала под псеудонимима Доминик Ори и Полин Раж;
- Лолита (1955) и Ада, или Ардор' (1969) – од Владимира Набокова;
- Бициклиста (1985) – од Гаја Девенпорта;
- Прича једног гледишта (1987) – од Жоржа Батаља;
- Ракова обратница (1934) – од Хенрија Милера.

### Савремена еротска фикција
Отприлике око 1970. године, објављују се бројни сексуални приручници и јавно се продају у западњачком свету, истиче се наслов Ужитак секса (The Joy Of Sex). Сексуални приручници који се посебно пишу за сексуалне мањине сад се такође објављују.
Романтичне новеле понекад су означене као еротичне или обрнуто, то је захваљујући томе што су романтичне приче у задње време почеле нападно да приказују описе полних односа. Уметничке књиге истражују односе између књижевног, песничког, комичног и уметничког описа секса.
Еротске фантазије су често веома сличне романтичним фантазијама, са једином разликом што су много сликовитије и што детаљно описују сцене полног односа. Саме приче приказују измишљене ситуације из било које подврсте фантастике као што су дела врхунске фантастике, савремене фантастике или историјске фантастике.
Еротске фантазије нису ретке ни код ”фан“ књижевности, где су се аутори усмерили на коришћење већ постојећих измишљених јунака, као што су Галадријела или Јовајна из познате трилогије или филмске екранизације Господар прстенова. Много је таквих дела која за своје еротске пустоловине користе ликове и окружења која су постала популарна захваљујући ”Лагуми и змајеви“ играма и описана су у збиркама новела. Најчешћи извор инспирације су збирке прича из Драгонленса, а у мањој мери приче из Заборављених краљевстава. Садржај оваквих прича је веома разноврстан.

## Правни статус еротске књижевности
Долази до значајног преклапања између законите еротске књижевности и противзаконите порнографије. Традиционално, према пракси судова са енглеског говорног подручја (англо-саксонски правни систем) разлика се врши према утврђеним књижевним вредностима (иако је у пракси примећено да је тешко дефинисати тај појам). Ово се посебно односи на дела чија су циљна публика мушкарци , где се уопштено користе прецизни описи полних односа. Многе цензурисане књиге су биле забрањиване јер су у себи садржале еротске слике, а које је традиционално било лакше прогањати од написаног текста.
У САД, први амандман даје заштиту ауторском делу - ипак забележен је један такав случај у којем се мушкарац изјаснио да је крив за писање необјављених прича садржаних само у његовом приватном дневнику, а које су се односила на сексуално искоришћавање деце.
Од када је пропао судски предмет Inside Linda Lovelace 1976. године у Уједињеном Краљевству више се није водио ниједан поступак против ниједног, искључиво текстуалног порнографског дела, а у којем нема клевете.
Увоз књига и текстова преко државне границе може понекада бити подвргнут строжим прописима од оних који су на снази у конкретној држави. Цариницима је у већини случајева допуштено да заплене свако дело у коме постоји и само назнака ”непристојног“ садржаја, па чак и онда када би поседовање и продаја таквих дела на територији земље била сасвим у складу са законом. Канада је посебно позната по таквим граничним пленидбама.
У неким земљама се чак и поседовање чисто текстуалних еротских дела сматра противзаконитим и кривично се гони. Ипак, постоје и такве земље као на пример Холандија, које заузимају нешто либералније стајалиште по овом питању (легализовали су и проституцију) у чијем главном граду Амстердаму између осталик културних садржаја постоји и црвена четврт Де Вален (De Wallen), која је светски позната по комерцијализацији различитих сексуалних услуга и еротике.

## Еротске приче са Интернета
Интернет и дигитална револуција у приказивању еротских фантазија, смањила је ако не и искључила друге облике приказивања сцена сексуалне природе.
Читаоци жанра еротске фикције у већини демократских земаља сада су у могућности да удовоље својим фантазијама у оквиру приватности свог дома, без друштвених и законских ограничења својствених за пред-дигитални период. Онлајн књижаре сада законски имају велики избор стручних и белетристичних еротских дела.
Веб такође служи и као жариште за непрофитну дистрибуцију прича, нудећи читаоцима могућност да постану аутори, пишући анонимно и постављају своје сопствене приче. Већина онлајн аутора користе занимљиве псеудониме (и често се стварају култови обожавалаца у оквиру њиховог жанра), а веома мали број користи (или тврди да користи) своје право име. Међу трансродним ауторима, уобичајено је да прихвате женствени алтер-его, а није необично за писца да користи и своје сопствено име.
Кроз године, многи непрофитабилни сајтови су се специјализовали за тачно одређене поджанрове (или фетише). Друге интернет странице су биле оформљене да би одмах нестале (или никад нису биле постављене или правиљно одржаване). Слично томе многе приче у одломцима су биле објављиване на Интернету али нису никад догурале од првог пасуса.
Са појавом Подкаста и MP3-а, сасвим је могуће да ће еротска књижевност пронаћи нови изражајни облик заснован на интернет тржишту слободног преноса аудио књига.